# Acacia armillata
Acacia armillata é uma espécie de leguminosa do gênero Acacia, pertencente à família Fabaceae.